# Férid Boughedir
Férid Boughedir (àrab: فريد بوغدير, Farīd Būḡadīr) (Hammam Lif, 1944) és un director de cinema i guionista tunisià.

## Biografia
Boughedir ha dirigit cinc pel·lícules des de 1983. El seu llargmetratge Caméra d'Afrique va ser presentat a la secció Un Certain Regard del 36è Festival Internacional de Cinema de Canes. El 1990 va estrenar Halfaouine asfour stah, que va guanyar la Palma d'Or a la XI edició de la Mostra de València. La seva obra Un été à La Goulette va ser estrenada al 46è Festival Internacional de Cinema de Berlín. L'any següent va ser membre del jurat en aquest mateix festival.

## Filmografia
- Caméra d'Afrique (1983)
- Caméra arabe (1987)
- Halfaouine asfour stah (1990)
- Un été à La Goulette (1996)
- Villa Jasmin (2008)